# کوین شپرد
کوین شپرد با نام کامل کوین آلفونز شپرد (به انگلیسی: Kevin Alphonso Sheppard) زاده ۱۷ سپتامبر۱۹۷۹ در سنت کروآ (St Croix) جزایر ویرجین ایالات متحده، یک بازیکن بسکتبال و مهاجم سابق فوتبال است. شپرد در فصل ۲۰۰۸-۲۰۰۹ در باشگاه بسکتبال لوله آاس شیراز بازی کرد.

## بازیکن فوتبال
شپرد بازی فوتبال را همزمان با بسکتبال از دانشگاه جکسن‌ویل (Jacksonville University) آغاز کرد و برای نخستین بار در اوت ۲۰۰۲ برای تیم ملی فوتبال جزایر ویرجین ایالات متحده در جام طلایی کونکاکاف (CONCACAF Gold Cup) در بازی رفت و برگشت برابر تیم ملی فوتبال جمهوری دومینیکن بازی کرد.

## بازیکن بسکتبال
شپرد در نهایت ورزش بسکتبال را به صورت حرفه‌ای ادامه داد و در این رشته در کشورهای ونزوئلا، اسرائیل، آرژانتین و آمریکا بازی کرد تا در سال ۲۰۰۷ به باشگاه بسکتبال دانشگاه آزاد تهران پیوست. وی در کارنامه حرفه‌ای خود بازی در باشگاه بسکتبال لوله آاس شیراز در سال ۲۰۰۸-۲۰۰۹ را نیز دارد.